# Grammy Award du meilleur remix
Le Grammy Award du meilleur remix (Best Remixed Recording) est une récompense décernée lors des cérémonies annuelles des Grammy Awards décernée au remix de l'année.

## Lauréats
| Année | Auteur du titre original   | Titre original  | Auteur du remix      | Titre du remix                                  |
| ----- | -------------------------- | --------------- | -------------------- | ----------------------------------------------- |
| 2016  | Mark Ronson ft. Bruno Mars | Uptown Funk     | Dave Audé            | Uptown Funk (Dave Audé Remix)                   |
| 2017  | Bob Moses                  | Tearing Me Up   | André Allen Anjos    | Tearing Me Up (RAC Remix)                       |
| 2018  | Depeche Mode               | You Move        | Dennis White         | You Move (Latroit Remix)                        |
| 2019  | Haim                       | Walking Away    | Alex Crossan         | Walking Away (Mura Masa Remix)                  |
| 2020  | Madonna                    | I Rise          | Tracy Young          | I Rise (Tracy Young's Pride Intro Radio Remix)  |
| 2021  | SAINt JHN                  | Roses           | Imanbek Zeikenov     | Roses (Imanbek Remix)                           |
| 2022  | Deftones                   | Passenger       | Mike Shinoda         | Passenger (Mike Shinoda Remix)                  |
| 2023  | Lizzo                      | About Damn Time | Purple Disco Machine | About Damn Time (Purple Disco Machine Remix)    |
| 2024  | Depeche Mode               | Wagging Tongue  | Wet Leg              | Wagging Tongue (Wet Leg Remix)                  |
| 2025  | Sabrina Carpenter          | Espresso        | FNZ et Mark Ronson   | Espresso (Mark Ronson x FNZ Working Late Remix) |